# Liste des cours d'eau de l'Albanie
Cet article présente une liste des cours d'eau d'Albanie par ordre alphabétique :

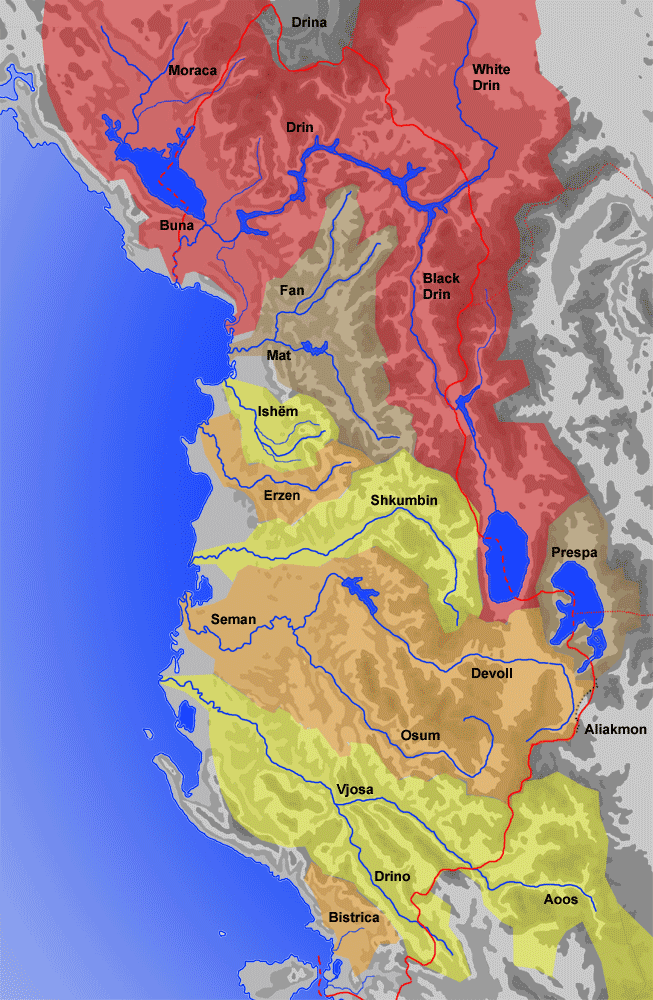
Carte des principaux cours d'eau d'Albanie.

- Berishë
- Bistricë
- Bushtricë
- Bunë
- Cem
- Drin
- Drin noir
- Devoll
- Drino
- Dunavec
- Fan
- Fani i Madh
- Fani i Vogël
- Erzen
- Gomsiqe
- Gostimë
- Gjadër
- Gjanicë
- Gjole
- Ishëm
- Kalasë
- Kir
- Lanë
- Lesniqe
- Lim
- Mat
- Nikaj
- Osum
- Pavllo
- Qarishtë
- Rapun
- Seman
- Shkumbin
- Shushicë
- Vjosë
- Drin blanc
- Tërkuzë
- Tiranë
- Valbonë
- Vjosa
- Zezë